# Jafar Irismetov
Jafar Irismetov (russisch Жафар Турсумбаевич Ирисметов; * 23. August 1976 in Taschkent) ist ein ehemaliger usbekischer Fußballspieler.

## Karriere

### Verein
Jafar Irismetov begann seine Karriere im Jahr 1993 bei Politotdel Taschkent in seinem Heimatland. In Usbekistan spielte er mit zwei kurzfristigen Unterbrechungen bis zum Jahr 2000. Die folgenden zwei Jahre verbrachte er in Russland bei Spartak Moskau und Anschi Machatschkala. Im Jahr 2003 stand der Stürmer bei Paxtakor Taschkent aus Usbekistan und Krywbas Krywyj Rih aus Ukraine unter Vertrag. Von 2004 spielte er in Kasachstan bei Qairat Almaty, FK Alma-Ata und FK Aqtöbe. 2009 lief der Stürmer für den chinesischen Verein Liaoning Hongyun auf.

### Nationalmannschaft
Jafar Irismetov war von 1997 bis 2007 Mitglied der usbekischen Fußballnationalmannschaft und absolvierte 36 Länderspiele, in denen er fünfzehn Tore erzielte.

## Erfolge
- Kasachischer Meister: 2004
- Bester Torschütze in Kasachstan: 2006, 2007
- Fußballer des Jahres in Usbekistan: 2000